# Ceropegia schumanniana
Ceropegia schumanniana är en oleanderväxtart som beskrevs av K. Swarupanandan och J.K. Mangaly. Ceropegia schumanniana ingår i släktet Ceropegia och familjen oleanderväxter. Inga underarter finns listade i Catalogue of Life.